# Lety (Boemia Meridionale)
Lety è un comune della Repubblica Ceca facente parte del distretto di Písek, in Boemia Meridionale.